# Julián Settier Aguilar
Julián Settier Aguilar fou un polític espanyol del segle xix, diputat a les Corts espanyoles durant la restauració borbònica.
Fou elegit diputat pel districte de Xiva per substituir al liberal Cayetano Pineda Santa Cruz, elegit diputat a les eleccions generals espanyoles de 1886 i que renuncià a l'escó en ser nomenat governador civil de Tarragona. En 1892 fou nomenat governador civil de les illes Canàries, càrrec que va mantenir fins a juliol de 1893.